# Amburana cearensis
Amburana cearensis ist ein Baum aus der Gattung Amburana in der Familie der Hülsenfrüchtler aus der Unterfamilie der Schmetterlingsblütler aus dem nordwestlichen Argentinien, Bolivien, Paraguay und dem mittleren bis nördlichen Brasilien.

## Beschreibung
Amburana cearensis wächst als laubabwerfender Baum bis über 25 Meter hoch. Der Stammdurchmesser erreicht bis über 80 Zentimeter. Die relativ glatte, rotbräunlich-graue Borke schält sich in Fetzen ab, darunter ist die neue grau. Der Baum führt ein aromatisches Harz.
Die wechselständigen, kurz gestielten Laubblätter sind wechselnd unpaarig gefiedert mit bis zu 15 Blättchen. Der Blattstiel ist bis etwa 2,5 Zentimeter lang, die Rhachis bis 25 Zentimeter. Die kurz gestielten, bis zu 6 Zentimeter langen, fast kahlen, eiförmigen bis verkehrt-eiförmigen oder elliptischen Blättchen sind ganzrandig und stumpf bis eingebuchtet, seltener spitz. Die Blättchen sind oberseits kahl und unterseits heller sowie schwach behaart. Die Nebenblätter fehlen.
Es werden kurze, end- oder achselständige und rispige Blütenstände gebildet. Die duftenden, zwittrigen und kurz gestielten bis fast sitzenden Blüten besitzen eine doppelte Blütenhülle. Der kleine, bräunliche bis rötliche, fein behaarte Kelch ist becherförmig mit 5 minimalen Zähnchen und steht an einem langen, röhrig verlängerten, grün-bräunlichen bis rötlichen, außen fein und innen leicht behaarten Blütenbecher. Es ist nur ein minimal genageltes, bis 1 Zentimeter großes und weißes, creme- bis rosafarbenes oder gelbes, zweilappiges, feinhaariges Kronblatt vorhanden. Es sind 10 freie, ungleich lange, 5 sind kürzer; mit kleineren Antheren, und 5 länger, Staubblätter oben am Blütenbecherrand ausgebildet. Der kahle, leicht gebogene, mittelständige Fruchtknoten mit einem gebogenen, sehr kurzen Griffel und minimaler Narbe, steht an einem behaarten Gynophor, welches im unteren Teil der Blütenbecherröhre anhaftet. Es sind Nektarien (Stomata) in der unteren Blütenbecherröhre vorhanden.
Es werden meist ein- bis zweisamige, bis 7 Zentimeter lange, bis 1 Zentimeter breite und ledrige, kahle, glatte, braune Hülsenfrüchte, die sich an der Spitze zweiklappig öffnen, gebildet. Die in der Frucht an der Spitze liegenden Samen sind einseitig geflügelt. Der papierige Flügel ist bis 4 Zentimeter lang, die flachen, elliptischen bis eiförmigen und dunkelbraunen Samen sind bis etwa 1,4 Zentimeter lang.

## Taxonomie
Amburana cearensis wurde 1863 als Torresea cearensis von Francisco Freire Allemão e Cysneiro in Trabalhos da Commissão Scientifica de Exploração. Seccao Botanica Band 2 Seite 17 erstbeschrieben. Die Art wurde 1940 von Albert Charles Smith in Tropical Woods; a Technical Journal Devoted to the Furtherance of Knowledge of Tropical Woods and Forests and to the Promotion of Forestry in the Tropics Band 62 Seite 30 als Amburana cerarensis (Allemão) A.C.Sm. in die Gattung Amburana gestellt.

## Verwendung
Das mittelschwere, relativ weiche und recht beständige Holz mit angenehmen Duft wird geschätzt. Es ist bekannt als Amburana, Ishpingo oder Cerejeira.
Die cumarinhaltigen Samen können als minderer Ersatz für Tonkabohnen oder zum parfümieren von Kleidung verwendet werden.
Aus dem Harz kann ein ätherisches Öl erhalten werden, welches, wie auch die cumarinhaltige Rinde, das Samenöl und das Harz, medizinisch genutzt wird.